# Windsor (Connecticut)
Windsor és una població dels Estats Units a l'estat de Connecticut. Segons el cens del 2005 tenia 28.778 habitants.

## Demografia
Segons el cens del 2000, Windsor tenia 28.237 habitants, 10.577 habitatges, i 7.604 famílies. La densitat de població era de 368 habitants/km².
Dels 10.577 habitatges en un 32,8% hi vivien nens de menys de 18 anys, en un 55,7% hi vivien parelles casades, en un 13% dones solteres, i en un 28,1% no eren unitats familiars. En el 23,2% dels habitatges hi vivien persones soles el 8,8% de les quals corresponia a persones de 65 anys o més que vivien soles. El nombre mitjà de persones vivint en cada habitatge era de 2,61 i el nombre mitjà de persones que vivien en cada família era de 3,1.
Per edats la població es repartia de la següent manera: un 24,6% tenia menys de 18 anys, un 5,9% entre 18 i 24, un 28,7% entre 25 i 44, un 26,2% de 45 a 60 i un 14,5% 65 anys o més.
L'edat mediana era de 40 anys. Per cada 100 dones de 18 o més anys hi havia 85,5 homes.
La renda mediana per habitatge era de 64.137 $ i la renda mediana per família de 73.064 $. Els homes tenien una renda mediana de 45.443 $ mentre que les dones 37.476 $. La renda per capita de la població era de 27.633 $. Aproximadament el 2,2% de les famílies i el 3,7% de la població estaven per davall del llindar de pobresa.